# Sainte-Geneviève-des-Bois (Essonne)
Sainte-Geneviève-des-Bois je francouzská obec v departementu Essonne, v regionu Île-de-France, 24 kilometrů jihozápadně od Paříže. Nese jméno patronky Paříže, sv. Jenovéfy.

## Geografie
Sousední obce: Villiers-sur-Orge, Villemoisson-sur-Orge, Morsang-sur-Orge, Longpont-sur-Orge, Saint-Michel-sur-Orge, Fleury-Mérogis a Le Plessis-Pâté.

## Památky
- řecký ortodoxní kostel Notre-Dame-de-la-Dormition de Sainte-Geneviève-des-Bois
- ruský hřbitov

## Vývoj počtu obyvatel
Počet obyvatel

## Partnerská města
- Penafiel
- Obertshausen